# Armes secrètes (film, 1939)
Pour les articles homonymes, voir Arme secrète.
Pour plus de détails, voir Fiche technique et Distribution.
Armes secrètes (Q Planes, sorti aux États-Unis sous le titre Clouds Over Europe) est un d'espionnage film britannique réalisé Tim Whelan, sorti en 1939.

## Synopsis
En septembre 1938, des prototypes d'avions transportant des équipements secrets disparaissent lors de vols d'essai. Personne ne comprend pourquoi, y compris le Major Hammond et sa sœur Kay, une journaliste qui s'est fait embaucher à la cantine de la Barrett & Ward Aircraft Company.
Le Major est mal vu à l'usine, y compris par M. Barrett, le propriétaire, mais il trouve un allié en la personne du pilote Tony McVane. Celui-ci doit faire un vol d'essai, mais son avion est abattu par un puissant rayon émis par le S.S. Viking, un mystérieux navire de sauvetage avec un équipage étranger. McVane et son équipage sont pris en otage sur le bateau où ils découvrent la plupart des équipages des autres avions disparus. McVane prend le contrôle du navire, Hammond apprend la vérité et envoie la Royal Navy à la rescousse.

## Fiche technique
- Titre original : Q Planes
- Titre français : Armes secrètes
- Titre américain : Clouds Over Europe
- Réalisation : Tim Whelan, assisté de Jack Clayton (non crédité)
- Scénario : Ian Dalrymple, d'après une histoire de Brock Williams, Jack Whittingham et Arthur Wimperis
- Direction artistique : Vincent Korda
- Photographie : Harry Stradling
- Son : A.W. Watkins
- Montage : William Hornbeck
- Production : Irving Asher
- Production déléguée : Alexander Korda
- Société de production : Harefield Productions
- Société de distribution : Columbia Pictures Corporation
- Pays d'origine :  Royaume-Uni
- Langue originale : anglais
- Format : Noir et blanc — 35 mm — 1,37:1 — son mono
- Genre : Comédie d'espionnage
- Durée : 82 minutes (78 minutes aux États-Unis)
- Dates de sortie :
  - Royaume-Uni : 21 février 1939
  - France : 4 août 1939
- Licence : Domaine public

## Distribution
- Laurence Olivier : Tony McVane
- Ralph Richardson : le Major Charles Hammond
- Valerie Hobson : Kay Hammond
- George Curzon : Jenkins
- George Merritt : Barrett
- Gus McNaughton : Bleinkinsop
- David Tree : MacKenzie
- Sandra Storme : Daphne
- Hay Petrie : le concierge de la salle de spectacles
- Frank Fox : Karl
- George Butler (acteur) : le Maréchal de l'Air Gosport
- Gordon McLeod : le Baron
- John Longden : Peters
- John Laurie (non crédité) : le rédacteur-en-chef du journal
- Leslie Bradley (non crédité) : l'adjoint du major Hammond

## Autour du film
- Le scénario serait inspiré d'événements réels. En 1938, le prototype d'un bombardier révolutionnaire, le Vickers Wellesley, disparaît au dessus de la Manche lors d'un vol d'essai[1].
- Ralph Richardson et Laurence Olivier venaient de jouer ensemble au théâtre Othello ou le Maure de Venise, Richardson dans le rôle-titre et Olivier dans celui de Iago[2].
- Le titre anglais Q Planes peut avoir été inspiré des Q-ships, des bâtiments déguisés en navires marchands utilisés lors de la Première Guerre mondiale comme leurres pour échapper aux sous-marins allemands.
- Le personnage joué par Richardson a inspiré en partie celui de John Steed dans la série télévisée Chapeau melon et bottes de cuir selon le producteur Brian Clemens[3], ce que confirme l'acteur Patrick Macnee interprétant ce rôle[4].